# Gathynia vinosa
Gathynia vinosa är en fjärilsart som beskrevs av W. Warren 1896. Gathynia vinosa ingår i släktet Gathynia och familjen Uraniidae. Inga underarter finns listade i Catalogue of Life.